# كارل سكوغلاند
كارل سكوغلاند هو نقابي وسياسي سويدي، ولد في 10 أبريل 1884، وتوفي في 11 ديسمبر 1960. نشط حزبياً في الحزب الاشتراكي الأمريكي.